# Alfred Schenk Graf von Stauffenberg

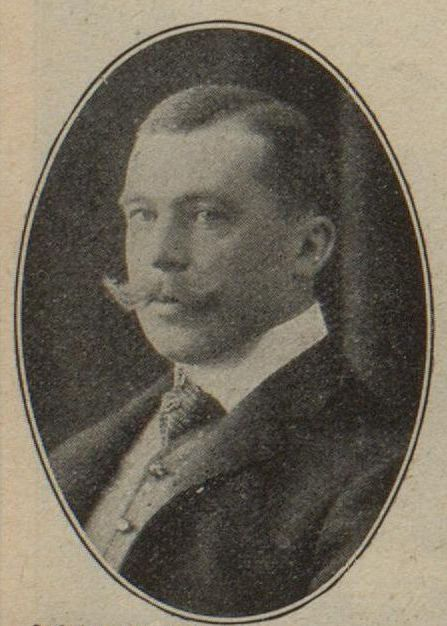
Alfred Schenk Graf von Stauffenberg, um 1908.

Alfred Schenk Graf von Stauffenberg (* 27. September 1860 in Amerdingen; † 20. Januar 1936 in Lautlingen) war Oberhofmarschall von Wilhelm II., dem letzten König von Württemberg. 

## Leben
Als drittes von sieben Kindern wurde Stauffenberg nahe der bayerisch-württembergischen Grenze geboren. Seine Eltern waren der bayerische Offizier und Reichsrat der Krone Bayerns Klemens Schenk Graf von Stauffenberg (1826–1886) und dessen Ehefrau Leopoldine, geborene Gräfin Oberndorff (1831–1919).
Beim Ulanen-Regiment „König Wilhelm I.“ (2. Württembergisches) Nr. 20 in Ludwigsburg trat Stauffenberg in die Württembergische Armee ein, wurde 1883 Leutnant und 1897 Rittmeister. Am 30. Mai 1904 heiratete er Karoline Gräfin von Üxküll-Gyllenband (1875–1956). Das Paar bekam zweimal Zwillinge, 1905 Berthold und Alexander sowie 1907 Claus und Konrad Maria. Letzterer starb allerdings nach wenigen Stunden. Berthold und Claus wurden 1944 als Beteiligte am Widerstand gegen Hitler hingerichtet.
Nach seiner Militärzeit wechselte Stauffenberg 1899 in den Hofdienst. Er wurde Vorstand des Königlichen Marstalls. 1908 stieg er zum Oberhofmarschall mit dem Titel Exzellenz des Königs Wilhelm II. von Württemberg auf und wurde einer seiner engsten Vertrauten am Hof. Zehn Jahre stand Stauffenberg an der Spitze des Hofstaates in Stuttgart. Nach der Abdankung des Königs 1918 begleitete er das Königspaar nach Bebenhausen, wo er nach wie vor die Hofhaltung leitete und später mit der neuen Regierung eine Jahresrente für das Königspaar aushandelte.

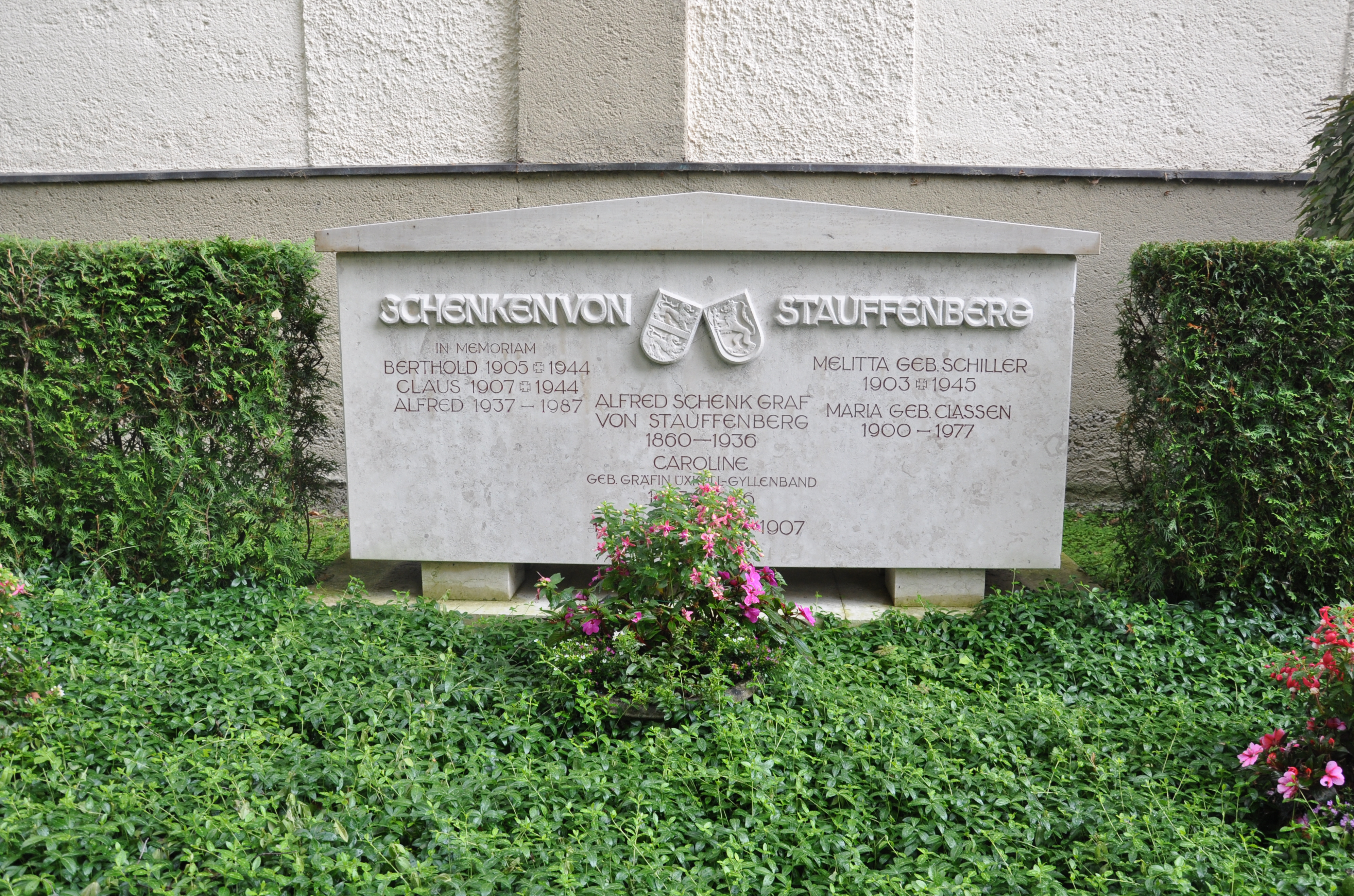
Stauffenberg-Grabstätte in Lautlingen

Als der ehemalige König Wilhelm 1921 starb, trat Stauffenberg in die Dienste des katholischen Herzogs Albrecht von Württemberg und leitete bis zu seinem Eintritt in den Ruhestand 1928 die Rentkammer des Hauses Württemberg (private Vermögensverwaltung der ehemaligen Herrscherfamilie). Stauffenberg starb im Stauffenberg-Schloss in Lautlingen und wurde auf eigenen Wunsch als erster der Familie seit dem 17. Jahrhundert auf dem Lautlinger Friedhof im von ihm eingerichteten Erbbegräbnis bestattet.
Alfred Schenk Graf von Stauffenberg wurden im Laufe seines Lebens zahlreiche Orden und Ehrenzeichen verliehen. Er war unter anderem Inhaber des Komturkreuzes des Ordens der Württembergischen Krone, des Großkreuzes des Friedrichs-Ordens sowie Ritter des Georgsordens.